# ガブリエル・アクセル
ガブリエル・アクセル（Gabriel Axel, 1918年4月18日 - 2014年2月9日 ）は、デンマークのオーフス出身の映画監督・脚本家。

## 略歴
18歳までパリで育ち、デンマークに戻ってロイヤル・デニッシュ・シアターで演技を学んだ。その後俳優としてでなくテレビ・舞台・映画の監督も手がけるようになる。
1987年の『バベットの晩餐会』はアカデミー外国語映画賞を受賞、カンヌ国際映画祭でも高い評価を得た。

## 主なフィルモグラフィ
- クレージー・パラダイス Paradis retur (1964) 監督・脚本
- デンマーク・ブルー Det Kære legetøj (1968) 監督・脚本・製作
- アムール Amour (1970) 監督・脚本
- バベットの晩餐会 Babettes gæstebud (1987) 監督・脚本